# Autech Classic Cars
Autech Classic Cars war ein britischer Hersteller von Automobilen.

## Unternehmensgeschichte
Das Unternehmen aus Bromsgrove in der Grafschaft Worcestershire begann 1985 mit der Produktion von Automobilen und Kits. Der Markenname lautete Autech. 1988 endete die Produktion. Andere Quellen geben den Produktionszeitraum mit 1980er Jahre bzw. 1980 bis 1989 an. Insgesamt entstanden etwa 20 Exemplare.

## Fahrzeuge
Das einzige Modell war der C-Type. Dies war die Nachbildung des Jaguar C-Type. Für den Antrieb sorgten Sechszylindermotoren von Jaguar Cars mit wahlweise 3400 cm³ Hubraum oder 3800 cm³ Hubraum. Die offene zweisitzige Karosserie bestand aus Aluminium.